# 창더 전투
창더 전투(常德會戰, Chángdé Huìzhàn)는 중일 전쟁 때의 전투다. 전투 중 일본군은 화학무기를 사용했다. 일본군의 공격 이유는 해당 지역에서의 중국군 전투 능력과 버마 전역 지원 능력을 약화시키기 위함이었다.
일본군은 처음에는 박테리아 폭탄을 성공적으로 사용해서 도시 일부를 함락시켰는데 이로 인해 시민들이 피란을 가야 했다. 일본군은 도시 내에서 중국군 1개 사단을 오래 공략했고 그로 인해 다른 중국군 부대들에 의해 역으로 포위당했다. 심각한 사상자와 물자난으로 인해 일본군은 철수할 수밖에 없었는데 이로 인해 전투 이전 상태로 전선이 이동했다.

## 일본군의 공격
1943년 11월 2일 일본군 11군 사령관 요코야마 이사무는 39, 58, 13, 3, 116, 68사단 총 병력 6만 명을 창더 북쪽과 동쪽에서 공격하기 위해 배치했다. 중국군 제6전구 10, 26, 29, 33야전군, 강방군(江防軍), 전구 직할 군단들이 창더를 수비하고 있었다.
11월 14일, 일본군 13사단이 중국 위군의 도움을 받아 남쪽으로 중국군 10야전군과 29야전군의 방어선을 돌파했다. 11월 16일, 일본군 공수부대가 도시 공격을 돕기 위해 타오위안현에 상륙했다. 동시에 일본군 3사단과 116사단도 합동 공격에 합류했다. 도시는 중국군 74군단 57사단에 의해 보호받고 있었다. 사단장 위청완은 일본군 2개 사단에 맞서기 위해 병력 8천 명을 이끌었다. 중국군보다 병력이 3배 이상 많았지만 중국군은 끈질기게 도시를 지켰다. 11일 동안 밤낮으로 치열한 전투가 이어져서 양측에 엄청난 사상자가 발생했다. 중국군 증강부대가 결국 도시에 도착했을 때 57사단 잔여 병력 100명을 탈출시키는데 성공했는데 이들 모두 부상자들이었다. 12월 6일 창더는 일본군에 함락당했다.
중국군 57사단이 적군을 도시에 묶어 놓을 때 나머지 74, 18, 73, 79, 100군단과 제9전구 10, 99사단, 장시성 58군단이 전장에 도착하여 적에 대한 역포위를 형성했다.

## 중국군의 반격

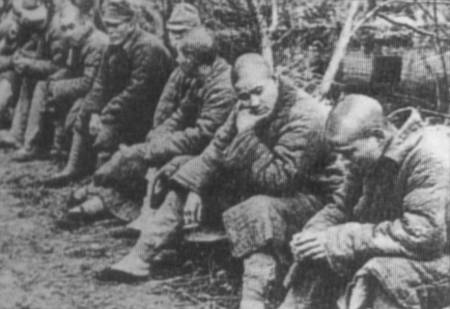
사로잡힌 일본군 포로

팡셴줴의 10군단이 처음 공격하여 남쪽에서부터 창더에 있는 적을 공격하기 전에 11월 29일 더산을 성공적으로 수복했다. 강렬한 중국군의 공격을 버티지 못한 일본군은 화학무기를 썼다. 해당 전투는 6일 동안 밤낮으로 이어졌는데 이때 중국군 제10예비사단장 중장 쑨밍진이 총상 5발을 맞아 전사했다.
이때 다른 중국군 부대들이 또한 일본군을 압박했다. 12월 11일 중국군 증강부대들이 일본군 방어선을 돌파하여 도시에 진입했는데 이로 인해 치열한 시가전이 일어났다. 중국군은 일본군의 공급선 차단을 위해 진격했다. 식량과 탄약이 떨어진 일본군은 12월 13일에 후퇴했다. 중국군은 20일 이상 그들을 추격했다. 1944년 1월 5일 일본군은 공격 전의 원래 위치로 후퇴했다. 해당 전투 이후 중국군은 연합군 군사 참관인들이 살펴볼 수 있도록 적의 무기, 장비, 수많은 포로들을 사로잡아 전시했다.
전투 동안 제10예비사단의 쑨밍진 이외에도 다른 중국군 44군단 150사단장 쑤궈장이 창더의 북서쪽에 있는 타이푸산에서 37세의 나이로, 73군단 5사단장 펑시량이 타오위안-시먼 전선에서 38세의 나이로 전사했다.
이 전투는 우한 전투 이후 중국군 공군이 최대 규모로 참가한 전투였다.